# Calliphora antojuanae
Calliphora antojuanae är en tvåvingeart som beskrevs av Mariluis 1982. Calliphora antojuanae ingår i släktet Calliphora och familjen spyflugor. Inga underarter finns listade i Catalogue of Life.